# Ecce homo (García Martínez)
Ecce homo (efter Ecce homo) är en fresk av den spanske konstnären Elías García Martínez, målad cirka 1930. Den är, tillsammans med flera andra av Martínez fresker, placerad på en vägg i det lilla kapellet Santuario de Misericordia i den spanska staden Borja. På grund av en misslyckad, eller påbörjad men stoppad, restaurering har fresken blivit internationellt känd som Ecce mono (på svenska Apjesus).

## Historik
Konstverket väckte i augusti 2012 plötslig internationell uppmärksamhet, efter att den fuktskadade väggmålningen målats över av 80-åriga och lokalt boende amatörmålaren Cecilia Giménez. Konstverket var ursprungligen målat av Elías García Martínez på 1930-talet och hade börjat förfalla i det sällan besökta kapellet.
Övermålningen förvanskade konstverket till oigenkännlighet, och Jesus ansiktsdrag var kraftigt förvridna. Det upptäcktes av en bloggare, som publicerade en före- och efterbild. Det togs upp av den lokala tidningen, mitt i sommarens nyhetstorka och spreds över hela världen, inte minst via sociala medier, och blev till skämt i amerikanska teveprogram som Saturday Night Live och pratshower som Conan och Letterman. Det ledde också till att turister vallfärdade till byn som tog betalt för att besöka kapellet och sålde souvenirer.
Giménez hade då åkt iväg på semester och när hon kom tillbaks var hon gjord till åtlöje både nationellt och internationellt, men mötte till viss del förståelse i byn. Hon var starkt religiös och brukade sitta i det lilla kapellet, som hade börjat förfalla. Hon hade bättrat på andra saker i kapellet genom åren, bland annat manteln i sagda målning, och var en god amatörmålare. Hon noterade att målningen hade börjat förfalla och ville förbättra den. Eftersom flagningen hade gått långt, ansåg hon att det var bäst att måla över och lägga en ny bild. Då lade hon de första lagren oljefärg, i syfte att fortsätta när hon kom tillbaka. Sådana privata initiativ är vanliga i många små kommuners gamla och förbisedda små kapell.
När hon kom tillbaka erbjöd hon sig att färdigställa sin övermålning, men nekades. Trots de uppenbara skadorna på konstverket har staden och den lokala kyrkan vägrat återställda målningen till bättre skick. Det spanska konservatorsförbundet har erbjudit sig att både "lyfta av" den nya ofärdiga målningen och återställa den gamla, men får inget gehör. Staden Borja hävdar att väggens skick gör en lyckad restaurering omöjlig; dessutom inkasserar staden mer än 40 000 euro årligen i biljettintäkter. Det första året drog målningen närmare 60 000 personer, och de första tio åren har fresken dragit över 300 000 besökare till staden.
Cecilia Giménez har upphovsrätt för övermålningen och processade för att få del av de ekonomiska förtjänsterna den gett när den används i kommersiella sammanhang. I slutet av 2013 slöt hon ett avtal som ger henne 49%, pengar som hon ska skänka till välgörenhet. Den ursprungliga konstnärens ättlingar bestred kraven och menar att tavlan istället ska återställas.
2022 uppmärksammades tioårsjubileet av Giménez förvandling av fresken. Denna har i sitt förvanskade skick blivit känd som Ecce mono, där mono är ett spanskt ord för apa, och på svenska omnämns den ofta som Apjesus.